# مینولتا ۵۰۰۰آی
مینولتا ۵۰۰۰آی (به انگلیسی: Minolta 5000i) یک دوربین عکاسی ساخت شرکت مینولتا است.